# Crypto.com Arena
A Crypto.com Arena, anteriormente conhecido como Staples Center, é um ginásio multiuso localizado na cidade de Los Angeles, Califórnia nos Estados Unidos. Foi inaugurado em 17 de outubro de 1999, com os direitos de nome sendo da Staples Inc..  No dia 25 de dezembro de 2021, o ginásio mudou seu nome para Crypto.com Arena após o website de criptomoedas chamado Crypto.com ter comprado os direitos de nome da arena por 700 Milhões de dólares.

## História
A Crypto.com Arena está localizada no centro de Los Angeles, Califórnia, Estados Unidos, próxima ao complexo Los Angeles Convention Center. A Crypto.com Arena teve financiamento privado, custando 375 milhões de dólares, e é nomeado pela companhia Crypto.com, um dos principais patrocinadores que pagam por direitos de nome. Atualmente é casa dos Los Angeles Lakers da NBA, dos Los Angeles Sparks da WNBA, e dos Los Angeles Kings da NHL. Foi também sede dos Los Angeles Avengers da AFL (extintos em 2008) e dos Los Angeles D-Fenders da D-League (extintos em 2010). Sua capacidade em jogos de basquete é de 18.997 pessoas, em jogos de hóquei no gelo e futebol americano de arena é de 18.118, e de 20.000 pessoas em concertos e outros eventos de entretenimento.

## Equipes que usam o ginásio

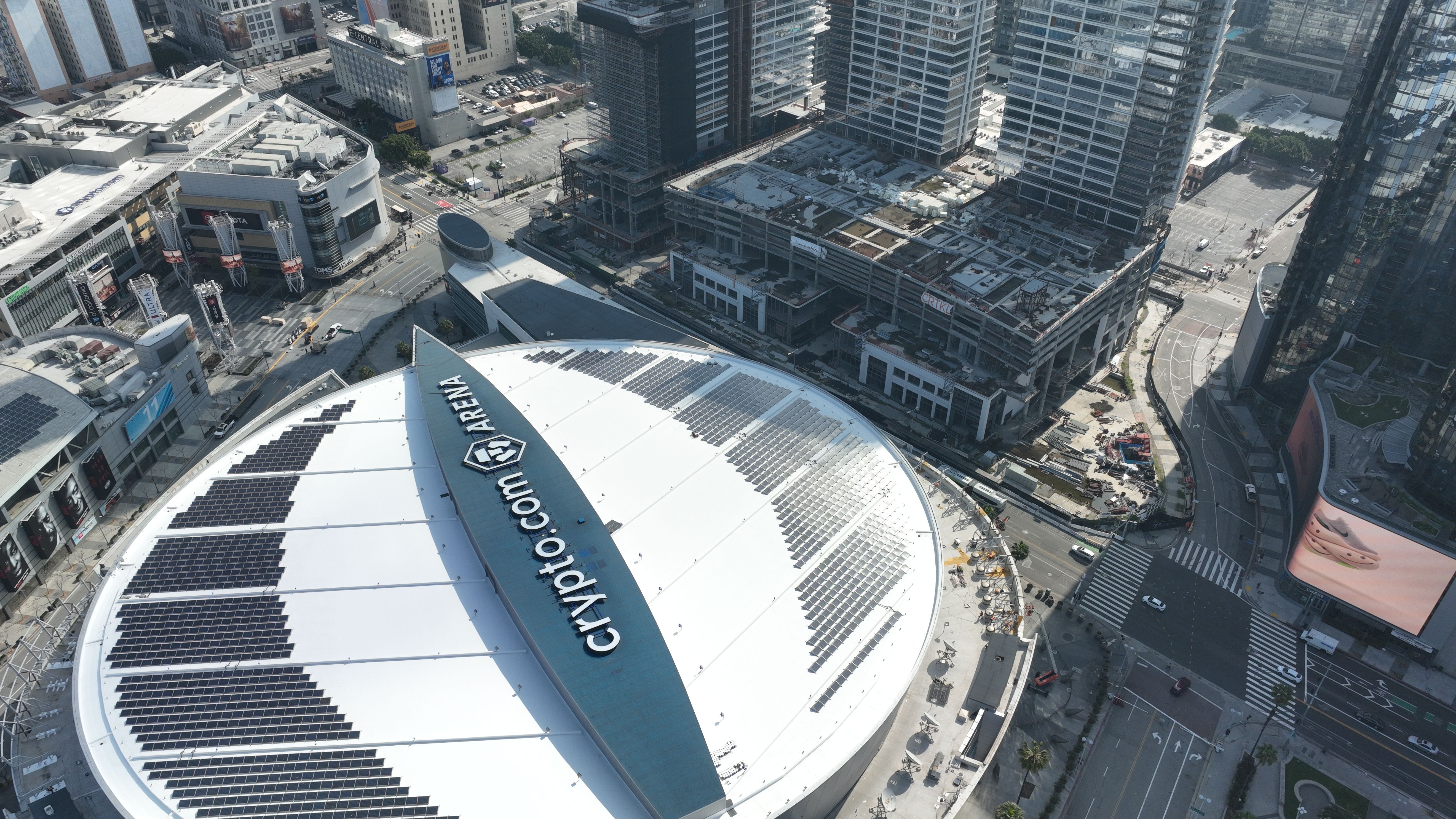
Crypto.com Arena no centro de Los Angeles.

- Los Angeles Lakers (NBA) (1999 - presente)
- Los Angeles Sparks (WNBA) (2001 - presente)
- Los Angeles Kings (NHL) (1999 - presente)

## Capacidade
Basquete: 18,997
Hóquei no gelo: 18,118
Arena Futebol Americano: 18,118
Concertos: 20,000
Eventos de Wrestling: 20,193

## Concertos

### 1999
| Datas          | Cantor/Grupo      | Observação                     |
| -------------- | ----------------- | ------------------------------ |
| 17 de outubro  | Bruce Springsteen | Shows de inauguração da arena  |
| 18 de outubro  | Bruce Springsteen | Shows de inauguração da arena  |
| 21 de outubro  | Bruce Springsteen | Shows de inauguração da arena  |
| 23 de outubro  | Bruce Springsteen | Shows de inauguração da arena  |
| 13 de novembro | Ricky Martin      | Livin' la Vida Loca World Tour |

### 2000
| Datas          | Cantor/Grupo            | Observação                     |
| -------------- | ----------------------- | ------------------------------ |
| 2 de fevereiro | Cher                    | Do You Believe? Tour           |
| 3 de fevereiro | Cher                    | Do You Believe? Tour           |
| 16 de março    | Mariah Carey            | Rainbow World Tour             |
| 20 de setembro | Barbra Streisand        | Timeless: Live in Concert Tour |
| 21 de setembro | Barbra Streisand        | Timeless: Live in Concert Tour |
| 7 de outubro   | Tim McGraw e Faith Hill | Soul2Soul Tour                 |
| 21 de outubro  | Googoosh                | Comeback Tour                  |
| 17 de novembro | Tina Turner             | Twenty Four Seven Tour         |
| 21 de novembro | Dixie Chicks            | Fly Tour                       |
| 26 de novembro | 'N Sync                 | No Strings Attached Tour       |

### 2001

Crypto.com Arena em dia de jogo.

| Datas          | Cantor/Grupo    | Observação                |
| -------------- | --------------- | ------------------------- |
| 14 de março    | Backstreet Boys | Black & Blue Tour         |
| 15 de março    | Backstreet Boys | Black & Blue Tour         |
| 14 de agosto   | Depeche Mode    | Exciter Tour              |
| 15 de agosto   | Depeche Mode    | Exciter Tour              |
| 9 de setembro  | Madonna         | Drowned World Tour        |
| 13 de setembro | Madonna         | Drowned World Tour        |
| 14 de setembro | Madonna         | Drowned World Tour        |
| 15 de setembro | Madonna         | Drowned World Tour        |
| 2 de outubro   | Janet Jackson   | All for You World Tour    |
| 3 de outubro   | Janet Jackson   | All for You World Tour    |
| 19 de outubro  | Bob Dylan       | Never Ending Tour         |
| 12 de novembro | U2              | Elevation Tour            |
| 13 de novembro | U2              | Elevation Tour            |
| 19 de novembro | U2              | Elevation Tour            |
| 21 de novembro | Britney Spears  | Dream Within a Dream Tour |

### 2002
| Datas          | Cantor/Grupo       | Observação                      |
| -------------- | ------------------ | ------------------------------- |
| 4 de maio      | Paul McCartney     | Driving World Tour              |
| 4 de junho     | Britney Spears     | Dream Within a Dream Tour       |
| 6 de junho     | Britney Spears     | Dream Within a Dream Tour       |
| 6 de agosto    | Cher               | Living Proof: The Farewell Tour |
| 23 de setembro | Rush               | Vapor Trails Tour               |
| 28 de outubro  | Paul McCartney     | Driving World Tour              |
| 31 de outubro  | The Rolling Stones | Licks Tour                      |
| 13 de novembro | Shakira            | Tour of the Mongoose            |
| 2 de dezembro  | Cher               | Living Proof: The Farewell Tour |

### 2003
| Datas          | Cantor/Grupo                           | Observação              |
| -------------- | -------------------------------------- | ----------------------- |
| 6 de fevereiro | The Rolling Stones                     | Licks Tour              |
| 9 de abril     | Bon Jovi                               | Bounce Tour             |
| 16 de junho    | Christina Aguilera e Justin Timberlake | Justified/Stripped Tour |
| 17 de junho    | Christina Aguilera e Justin Timberlake | Justified/Stripped Tour |
| 20 de junho    | Christina Aguilera e Justin Timberlake | Justified/Stripped Tour |
| 19 de julho    | Dixie Chicks                           | Top of the World Tour   |

### 2004
| Datas           | Cantor/Grupo                | Observação          |
| --------------- | --------------------------- | ------------------- |
| 24 de fevereiro | Bette Midler                | Kiss My Brass Tour  |
| 8 de março      | Britney Spears              | The Onyx Hotel Tour |
| 5 de abril      | Kelly Clarkson e Clay Aiken | Independent Tour    |
| 23 de junho     | Shania Twain                | Up! Tour            |
| 19 de agosto    | Van Halen                   | Summer Tour         |
| 20 de agosto    | Van Halen                   | Summer Tour         |
| 30 de agosto    | Usher                       | Truth Tour          |
| 2 de setembro   | Usher                       | Truth Tour          |
| 22 de novembro  | Sarah Brightman             | Harem World Tour    |

### 2007
| Datas          | Cantor/Grupo | Observação             |
| -------------- | ------------ | ---------------------- |
| 2 de setembro  | Beyoncé      | The Beyoncé Experience |
| 20 de setembro | Maná         | Amar es Combatir Tour  |
| 21 de setembro | Maná         | Amar es Combatir Tour  |
| 22 de setembro | Maná         | Amar es Combatir Tour  |
| 23 de setembro | Maná         | Amar es Combatir Tour  |

### 2010
| Datas          | Cantor/Grupo        | Observação                   |
| -------------- | ------------------- | ---------------------------- |
| 30 de março    | The Black Eyed Peas | The E.N.D World Tour         |
| 21 de julho    | Rihanna             | Last Girl on Earth Tour      |
| 11 de agosto   | Lady Gaga           | The Monster Ball Tour        |
| 12 de agosto   | Lady Gaga           | The Monster Ball Tour        |
| 25 de setembro | Muse                | The Resistance Tour          |
| 26 de setembro | Muse                | The Resistance Tour          |
| 23 de outubro  | Shakira             | The Sun Comes Out World Tour |
| 25 de outubro  | Justin Bieber       | My World Tour                |
| 18 de novembro | Usher               | OMG Tour                     |
| 29 de novembro | Roger Waters        | The Wall Live                |
| 30 de novembro | Roger Waters        | The Wall Live                |
| 5 de dezembro  | Roger Waters        | The Wall Live                |

### 2011
| Datas           | Cantor/Grupo                            | Observação             |
| --------------- | --------------------------------------- | ---------------------- |
| 23 de fevereiro | Linkin Park                             | A Thousand Suns Tour   |
| 13 de março     | Juanes                                  | P.A.R.C.E. Tour        |
| 28 de março     | Lady Gaga                               | The Monster Ball Tour  |
| 28 de maio      | Glee                                    | Glee Live! In Concert! |
| 1 de junho      | Usher                                   | OMG Tour               |
| 20 de junho     | Britney Spears                          | Femme Fatale Tour      |
| 23 de junho     | Maná                                    | Drama y Luz World Tour |
| 24 de junho     | Maná                                    | Drama y Luz World Tour |
| 25 de junho     | Maná                                    | Drama y Luz World Tour |
| 26 de junho     | Maná                                    | Drama y Luz World Tour |
| 28 de junho     | Rihanna                                 | Loud Tour              |
| 1 de julho      | New Kids on the Block e Backstreet Boys | NKTOBSB Tour           |
| 17 de agosto    | Josh Groban                             | Straight to You Tour   |
| 19 de agosto    | Sade                                    | Sade Live              |
| 20 de agosto    | Sade                                    | Sade Live              |
| 21 de agosto    | Sade                                    | Sade Live              |
| 23 de agosto    | Taylor Swift                            | Speak Now World Tour   |
| 24 de agosto    | Taylor Swift                            | Speak Now World Tour   |
| 27 de agosto    | Taylor Swift                            | Speak Now World Tour   |
| 28 de agosto    | Taylor Swift                            | Speak Now World Tour   |
| 6 de outubro    | Enrique Iglesias                        | Euphoria Tour          |
| 20 de outubro   | Chris Brown                             | F.A.M.E. Tour          |
| 22 de novembro  | Katy Perry                              | California Dreams Tour |
| 23 de novembro  | Katy Perry                              | California Dreams Tour |
| 11 de dezembro  | Jay-Z e Kanye West                      | Watch the Throne Tour  |
| 12 de dezembro  | Jay-Z e Kanye West                      | Watch the Throne Tour  |
| 13 de dezembro  | Jay-Z e Kanye West                      | Watch the Throne Tour  |

### 2012
| Datas          | Cantor/Grupo                      | Observação                     |
| -------------- | --------------------------------- | ------------------------------ |
| 21 de março    | Romeo Santos                      |                                |
| 27 de março    | Lady Antebellum                   | Own the Night World Tour       |
| 19 de abril    | Maná                              | Drama y Luz World Tour         |
| 20 de abril    | Maná                              | Drama y Luz World Tour         |
| 25 de abril    | Maná                              | Drama y Luz World Tour         |
| 1 de junho     | Van Halen                         | A Different Kind of Truth Tour |
| 5 de junho     | LMFAO                             | Sorry for Party Rocking Tour   |
| 9 de junho     | Van Halen                         | A Different Kind of Truth Tour |
| 15 de junho    | Nickelback                        | Here & Now Tour                |
| 22 de junho    | Scorpions                         | The Final Sting Tour           |
| 27 de julho    | Kaskade                           | Freaks of Nature Tour          |
| 11 de agosto   | Red Hot Chili Peppers             | I'm With You Tour              |
| 12 de agosto   | Red Hot Chili Peppers             | I'm With You Tour              |
| 16 de agosto   | Jennifer Lopez e Enrique Iglesias | Dance Again World Tour         |
| 17 de agosto   | Jennifer Lopez e Enrique Iglesias | Dance Again World Tour         |
| 2 de outubro   | Justin Bieber                     | Believe Tour                   |
| 3 de outubro   | Justin Bieber                     | Believe Tour                   |
| 5 de outubro   | The Black Keys                    | El Camino Tour                 |
| 6 de outubro   | The Black Keys                    | El Camino Tour                 |
| 10 de outubro  | Madonna                           | MDNA Tour                      |
| 11 de outubro  | Madonna                           | MDNA Tour                      |
| 16 de outubro  | Carrie Underwood                  | Blown Away Tour                |
| 24 de novembro | Morrissey                         |                                |
| 29 de novembro | Vicente Fernández                 |                                |
| 3 de dezembro  | Aerosmith                         | Global Warming Tour            |

### 2013
| Datas           | Cantor/Grupo                          | Observação                      |
| --------------- | ------------------------------------- | ------------------------------- |
| 20 de janeiro   | Lady Gaga                             | Born This Way Ball              |
| 21 de janeiro   | Lady Gaga                             | Born This Way Ball              |
| 23 de janeiro   | Muse                                  | The 2nd Law Tour                |
| 30 de janeiro   | The Who                               | Quadrophenia and More           |
| 16 de fevereiro | Pink                                  | The Truth About Love Tour       |
| 2 de março      | Tiesto                                |                                 |
| 8 de abril      | Rihanna                               | Diamonds World Tour             |
| 28 de junho     | Beyoncé                               | The Mrs. Carter Show World Tour |
| 1º de julho     | Beyoncé                               | The Mrs. Carter Show World Tour |
| 7 de agosto     | One Direction                         | Take Me Home Tour               |
| 8 de agosto     | One Direction                         | Take Me Home Tour               |
| 9 de agosto     | One Direction                         | Take Me Home Tour               |
| 19 de agosto    | Taylor Swift                          | Red Tour                        |
| 20 de agosto    | Taylor Swift                          | Red Tour                        |
| 23 de agosto    | Taylor Swift                          | Red Tour                        |
| 24 de agosto    | Taylor Swift                          | Red Tour                        |
| 5 de outubro    | Final do mundial de League of Legends |                                 |
| 6 de novembro   | Selena Gomez                          | Stars Dance Tour                |
| 3 de dezembro   | Beyoncé                               | The Mrs. Carter Show World Tour |

### 2014
| Datas           | Cantor/Grupo | Observação               |
| --------------- | ------------ | ------------------------ |
| 22 de fevereiro | Miley Cyrus  | Bangerz Tour             |
| 7 de julho      | Cher         | Dressed to Kill Tour     |
| 19 de setembro  | Katy Perry   | The Prismatic World Tour |
| 20 de setembro  | Katy Perry   | The Prismatic World Tour |
| 27 de setembro  | Demi Lovato  | Demi World Tour          |

### 2015
| Datas         | Cantor/Grupo | Observação          |
| ------------- | ------------ | ------------------- |
| 21 de agosto  | Taylor Swift | The 1989 World Tour |
| 22 de agosto  | Taylor Swift | The 1989 World Tour |
| 24 de agosto  | Taylor Swift | The 1989 World Tour |
| 25 de agosto  | Taylor Swift | The 1989 World Tour |
| 26 de agosto  | Taylor Swift | The 1989 World Tour |
| 03 de outubro | BigBang      | MADE Tour           |

### 2016
| Datas         | Cantor/Grupo      | Observação      |
| ------------- | ----------------- | --------------- |
| 06 de maio    | Selena Gomez      | Revival Tour    |
| 5 de agosto   | Adele             | Adele Live 2016 |
| 6 de agosto   | Adele             | Adele Live 2016 |
| 9 de agosto   | Adele             | Adele Live 2016 |
| 10 de agosto  | Adele             | Adele Live 2016 |
| 12 de agosto  | Adele             | Adele Live 2016 |
| 13 de agosto  | Adele             | Adele Live 2016 |
| 20 de agosto  | Adele             | Adele Live 2016 |
| 21 de agosto  | Adele             | Adele Live 2016 |
| 28 de Outubro | League of Legends | Worlds Final    |
|               |                   |                 |

### 2025
| Datas     | Cantor/Grupo  | Observação   |
| --------- | ------------- | ------------ |
| 2 de maio | Kylie Minogue | Tension Tour |

## Galeria
- Configuração para basquetebol
- Configuração para hóquei no gelo
- Estação Pico, ao lado da arena